# Jim Diamond
Jim Diamond, all'anagrafe James Aaron Diamond (Glasgow, 28 settembre 1951 – Londra, 8 ottobre 2015), è stato un cantante britannico.

## Biografia
Jim Diamond è nato nella zona di Bridgeton nell'East End di Glasgow nel 1951 e ha iniziato la sua carriera musicale all'età di 15 anni con la band Tony Divers, The Method, poi nei Jade. Scoperto in questa fase giovanile dal bluesman britannico Alexis Korner, è stato poi da lui ingaggiato per voci aggiuntive e di supporto a molte delle sue canzoni, la maggior parte delle quali sarebbe apparsa in The Lost Album.
Diamond lasciò Korner nel 1976 per formare i Bandit. La formazione includeva il futuro membro degli AC/DC Cliff Williams. Furono presto a contratto con Arista Records e pubblicarono un album di debutto, Bandit, che non riuscì a raggiungere le classifiche. Nel 1979 è stato il cantante principale di un gruppo giapponese chiamata BACCO, il cui album di debutto fu Cha Cha Me.
Lasciò poi le terre britanniche per recarsi a Los Angeles, in California, per formare Slick Diamond con Earl Slick. Qui fra qualche impegno di tournée e studio, creò anche musica per colonne sonore cinematografiche.
Nel 1981 avvenne una svolta: assieme al pianista e tastierista Tony Hymas e al batterista Simon Phillips formò il gruppo Ph.D (Phillips, Hymas e Diamond).
Ingaggiati dalla WEA lanciarono un singolo di successo, diventando celebri con I Won't Let You Down tratta dal loro primo album, PhD. Ottennero successo (prevalentemente in Europa anche con I Didn't Know, brano tratto dal seguente disco Is It Safe? del 1983.
Nel 1984 il gruppo si sciolse e Diamond avviò la carriera di solista, ottenendo subito consensi con I Should Have Known Better, di successo anche in America Latina, con la quale diede prova ancora una volta della sua grande potenza ed estensione vocale. Il singolo raggiunse la prima posizione nelle classifiche nel Regno Unito, e ottenne buoni risultati anche in altri paesi europei e in Nuova Zelanda. Il brano venne poi inserito nel suo album di debutto da solista Double Crossed, uscito l'anno dopo. In Italia nel 1997 ne verrà realizzata una cover dalla cantautrice Paola Turci con il titolo È solo per te.
Un altro successo arriva subito dopo con la sigla di Boon, Hi Ho Silver, che raggiunge la quinta posizione nella classifica dei singoli del Regno Unito nel maggio 1986.
Diamond collaborò anche con due membri dei Genesis in versione solista, tra cui You Call This Victory (dal film Starship) sull'album del 1986 Soundtracks di Tony Banks, e Days of Long Ago sull'album Darktown di Steve Hackett nel 1999.
Una compilation del 1999, The Best of Jim Diamond, raccoglie singoli e lati B del suo periodo solista.
Alla fine degli anni novanta ha collaborato con il sassofonista Chris "Snake" Davis, noto per il suo lavoro con il gruppo soul M People. La coppia era conosciuta come The Blue Shoes, ma in seguito fu annunciata come Jim Diamond e Snake Davis.
Nel 2005 ha pubblicato il suo primo album in studio dopo undici anni, Souled and Healed, da cui sono stati estratti i singoli When You Turn e Blue Shoes.
Nel 2009 si riunì con Tony Hymas per produrre un terzo album Ph.D., dal titolo Three.
L'ultimo album, registrato con la collaborazione, fra gli altri, del batterista dei Wet Wet Wet Tommy Cunningham e Greg Kane di Hue and Cry, fu City of Soul, pubblicato dalla Camino Records nel 2011. Tutti i proventi di questo album di cover di musica soul sono stati devoluti all'ente benefico per bambini Radio Clyde Cash for Kids.

### Morte
Jim Diamond è morto nel sonno l'8 ottobre 2015, all'età di 64 anni.

## Discografia

### Da solista

#### Album in studio
- 1985 - Double Crossed
- 1986 - Desire for Freedom
- 1988 - Jim Diamond
- 1993 - Jim Diamond
- 1994 - Sugarolly Days
- 2005 - Souled and Healed
- 2011 - City of Soul

### Raccolte
- 1999 - The Best of Jim Diamond

### Discografia con i Ph.D.

#### Album in studio
- 1981 - Ph.D.
- 1983 - Is It Safe?
- 2009 - Three